# Amphilochidae
De Amphilochidae zijn een familie kleine vlokreeftjes uit de suborde Gammaridea.

## Soorten
Er zijn 15 genera beschreven met 94 soorten.

Afrogitanopsis G. Karaman, 1980
- Afrogitanopsis paguri (Myers, 1974)

Amphilochella Schellenberg, 1926
- Amphilochella laticarpa Ledoyer, 1978
- Amphilochella simplicarpa Schellenberg, 1926

Amphilochoides Sars, 1895
- Amphilochoides boecki Sars, 1892
- Amphilochoides longimanus (Chevreux, 1888)
- Amphilochoides pseudolongimanus Ledoyer, 1977
- Amphilochoides serratipes (Norman, 1869)

Amphilochopsis Stephensen, 1925
- Amphilochopsis hamatus Stephensen, 1925

Amphilochus Bate, 1862
- Amphilochus ascidicola Martin, Ortiz & Atienza, 2001
- Amphilochus borealis Enequist, 1949
- Amphilochus brunneus Della Valle, 1893
- Amphilochus casahoya McKinney, 1978
- Amphilochus castroviejoi Ortiz & Lalana, 2002
- Amphilochus delacaya McKinney, 1978
- Amphilochus filidactylus hurley, 1955
- Amphilochus justi Azman, 2009
- Amphilochus kailua J.L. Barnard, 1970
- Amphilochus lacertus Azman, 2009
- Amphilochus likelike J.L. Barnard, 1970
- Amphilochus litoralis Stout, 1912
- Amphilochus manudens Bate, 1862
- Amphilochus marionis Stebbing, 1888
- Amphilochus menehune J.L. Barnard, 1970
- Amphilochus neapolitanus Della Valle, 1893
- Amphilochus opunake J.L. Barnard, 1972
- Amphilochus picadurus J.L. Barnard, 1962
- Amphilochus pillaii Barnard & Thomas, 1983
- Amphilochus planierensis Ledoyer, 1977
- Amphilochus ruperti Moore, 1988
- Amphilochus schubarti Schellenberg, 1938
- Amphilochus spencebatei (Stebbing, 1876)
- Amphilochus tenuimanus Boeck, 1871
- Amphilochus tropicus (Rabindranath, 1972)

Apolochus Hoover & Bousfield, 2001
- Apolochus barnardi Hoover & Bousfield, 2001
- Apolochus casahoya (McKinney, 1978)
- Apolochus delacaya (McKinney, 1978)
- Apolochus neapolitanus (Della Valle, 1893)
- Apolochus picadurus (J.L. Barnard, 1962)
- Apolochus pillaii (J. L. Barnard & Thomas, 1983)
- Apolochus staudei Hoover & Bousfield, 2001

Cyclotelson Potts, 1915
- Cyclotelson purpureum Potts, 1915

Gitana Boeck, 1871
- Gitana abyssicola Sars, 1895
- Gitana bilobata Myers, 1985
- Gitana calitemplado J.L. Barnard, 1962
- Gitana dominica Thomas & Barnard, 1990
- Gitana ellisi Hoover & Bousfield, 2001
- Gitana gracilis Myers, 1985
- Gitana liliuokalaniae J.L. Barnard, 1970
- Gitana longicarpus Ledoyer, 1977
- Gitana rostrata Boeck, 1871
- Gitana sarsi Boeck, 1871

Gitanogeiton Stebbing, 1910
- Gitanogeiton sarsi Stebbing, 1910

Gitanopsilis Rauschert, 1994
- Gitanopsilis amissio Rauschert, 1994

Gitanopsis Sars, 1892
- Gitanopsis alvina Bellan-Santini & Thurston, 1996
- Gitanopsis antipai Ortiz & Lalana, 1997
- Gitanopsis arctica Sars, 1895
- Gitanopsis bispinosa (Boeck, 1871)
- Gitanopsis denticulata Rauschert, 1994
- Gitanopsis desmondi J.L. Barnard, 1972
- Gitanopsis difficilis J.L. Barnard, 1961
- Gitanopsis fucatosquamosa Rauschert, 1994
- Gitanopsis gouriae Asari, 1998
- Gitanopsis inaequipes Schellenberg, 1926
- Gitanopsis inermis (Sars, 1883)
- Gitanopsis iseebi Yamato, 1993
- Gitanopsis kupe J.L. Barnard, 1972
- Gitanopsis petulans G. Karaman, 1980
- Gitanopsis simplex Schellenberg, 1926
- Gitanopsis squamosa (Thomson, 1880)
- Gitanopsis subpusilla Rabindranath, 1972
- Gitanopsis tai Myers, 1985
- Gitanopsis templadoi Ortiz & Lalana, 1995
- Gitanopsis tenuipes Ledoyer, 1983

Hourstonius Hoover & Bousfield, 2001
- Hourstonius baciroa (J.L. Barnard, 1979)
- Hourstonius breviculus (Hirayama, 1983)
- Hourstonius geojeensis Kim, Hendrycks & Lee, 2010
- Hourstonius japonica (Hirayama, 1983)
- Hourstonius laguna (McKinney, 1978)
- Hourstonius longus (Hirayama, 1983)
- Hourstonius magdai (Reid, 1951)
- Hourstonius oozekii (Hirayama & Takeuchi, 1993)
- Hourstonius pele (J.L. Barnard, 1970)
- Hourstonius pusilla (K.H. Barnard, 1916)
- Hourstonius pusilloides (Shoemaker, 1933)
- Hourstonius robastodentes (Hirayama, 1983)
- Hourstonius tortugae (Shoemaker, 1942)
- Hourstonius vilordes (J.L. Barnard, 1962)

Paramphilochoides Lincoln, 1979
- Paramphilochoides intermedius (Scott, 1896)
- Paramphilochoides odontonyx (Boeck, 1871)

Paramphilochus Ishimaru & Ikehara, 1986
- Paramphilochus parachelatus Ishimaru & Ikehara, 1986

Rostrogitanopsis G. Karaman, 1980
- Rostrogitanopsis cuculla Myers, 1997
- Rostrogitanopsis karamani Müller, 1993
- Rostrogitanopsis litoralis Ortiz & Lalana, 1999
- Rostrogitanopsis mariae (Griffiths, 1973)